# Argentat
Argentat foi uma comuna francesa na região administrativa da Nova Aquitânia, no departamento de Corrèze. Estendia-se por uma área de 22,41 km². Em 2010 a comuna tinha 3 074 habitantes (densidade: 137,2 hab./km²).
Em 1 de janeiro de 2017, passou a formar parte da nova comuna de Argentat-sur-Dordogne.